# Atalanta

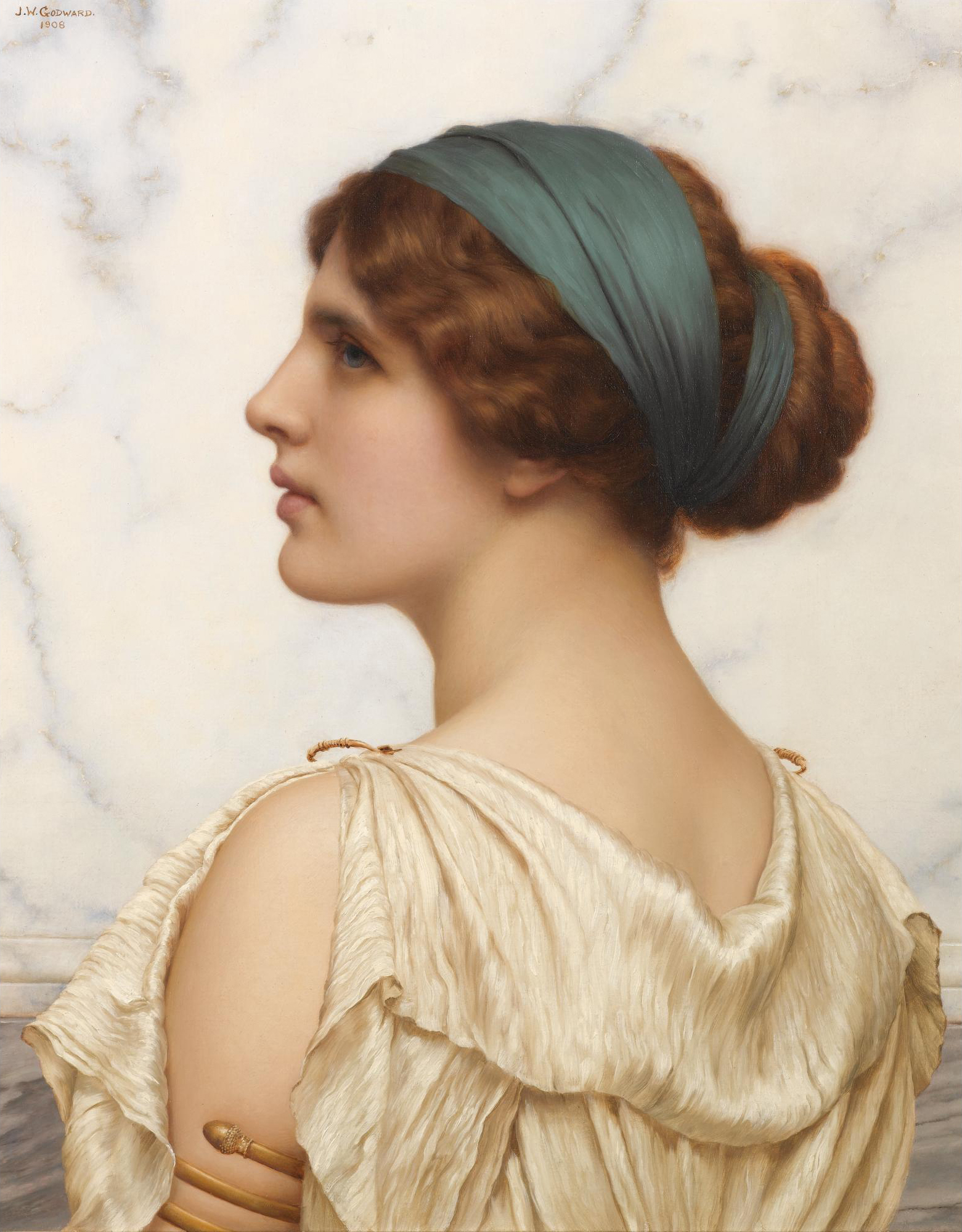
Họa phẩm về nàng Atalanta của danh họa John William Godward vào năm 1908

Atalanta (tiếng Hy Lạp: Ἀταλάντη, Atalántē) là một nữ anh hùng trong thần thoại Hy Lạp. Có hai cốt truyện về nữ thợ săn Atalanta, đó là cốt truyện thứ nhất có nguồn gốc từ Arcadia, theo đó, cô có cha mẹ là Iasus và Clymene và người nữ anh hùng này nổi danh từ những câu chuyện về cuộc săn lợn rừng Calydon và với các anh hùng Argonaut và một cốt truyện khác đến từ Boeotia, theo dó, cô là con gái của Vua Schoeneus và chủ yếu được chú ý nhờ kỹ năng chạy bộ điêu luyện. Trong cả hai phiên bản, nữ anh hùng Atalanta là một cư dân địa phương đã liên minh với nữ thần Artemis trong những câu chuyện truyền miệng như vậy, các nhân vật phụ thường được đặt những cái tên khác nhau, dẫn đến những khác biệt nhỏ trong cách gọi tên từng khu vực.

## Câu chuyện
Khi sinh ra, Atalanta được đưa đến Núi Parthenion để làm phép tiếp xúc vì cha cô mong muốn có một đứa con trai.. Một con gấu cái vốn một trong những biểu tượng của Artemis khi những đàn con của cô gần đây đã bị thợ săn giết chết đã đến đưa Atalanta đi và chăm sóc cô cho đến khi chính những người thợ săn đó phát hiện ra cô và tự mình nuôi cô trên núi. Atalanta sau đó lớn lên trở thành một trinh nữ nhanh nhẹn, tránh xa đàn ông và cống hiến hết mình cho nữ thợ săn Artemis. Cô nàng Atalanta tự bắt chước theo Artemis, cô thường mặc một chiếc áo dài cộc tay dài đến đầu gối và sống ở vùng hoang dã. Khi sống ở nơi hoang dã, nàng Atalanta đã từng giết chết hai nhân mã, Rhoecus và Hylaios, bằng cây cung của mình sau khi vẻ đẹp của cô thu hút sự chú ý của chúng và chúng định cưỡng hiếp cô.
Nữ anh hùng Atalanta thỉnh thoảng chỉ được nhắc đến trong truyền thuyết về các anh hùng Argonaut, tuy nhiên, sự tham gia của cô được ghi nhận trong lời kể của Pseudo-Apollodorus, kể rằng trong quá trình tìm kiếm Bộ lông cừu vàng thì nàng Atalanta người đã được mời và kêu gọi sự bảo vệ của Artemis cũng đi thuyền cùng nhóm Argonaut với tư cách là nữ nhân duy nhất trong số họ. Theo lời kể của Diodorus Siculus thì Atalanta không chỉ được ghi nhận là đã đi thuyền cùng những người Argonaut mà còn chiến đấu bên cạnh họ trong trận chiến ở Colchis, nơi cô cùng với Jason, Laertes và các con trai của Thesipae bị thương và sau đó được Medea chữa lành. Theo lời kể của Apollonius của Rhodes, thì Jason đã ngăn cản Atalanta tham gia không phải vì cô thiếu kỹ năng mà vì là phụ nữ, cô có khả năng gây ra hiềm tỵ giữa những người đàn ông trên tàu. Sau cái chết của Vua Pelias ở Iolcus thì Atalanta đã đánh bại Peleus trong một trận đấu vật. Trận đấu này đã trở thành một chủ đề phổ biến trong nghệ thuật Hy Lạp.

## Chú thích

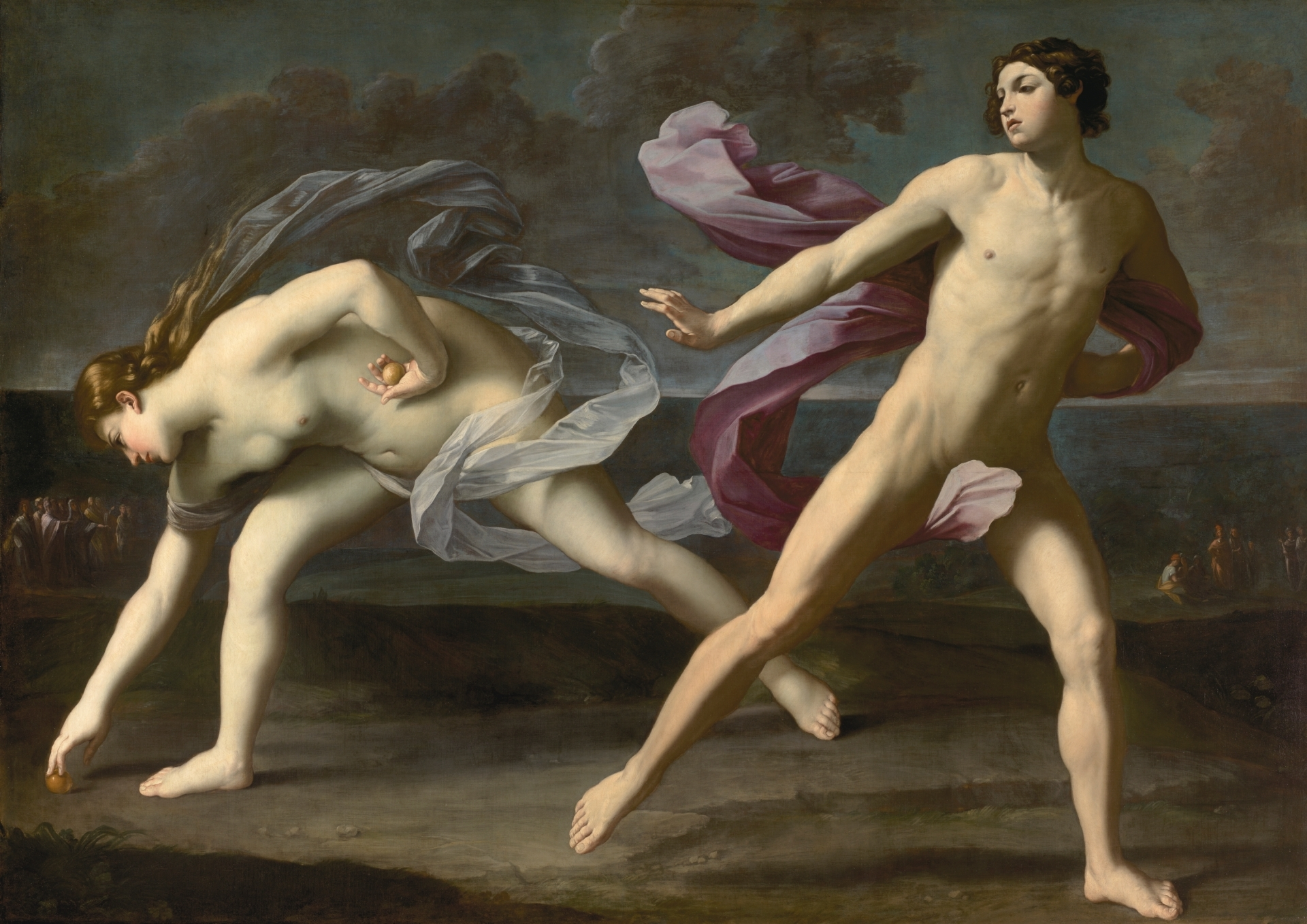
Atalanta tìm quả táo vàng

## Tham khảo

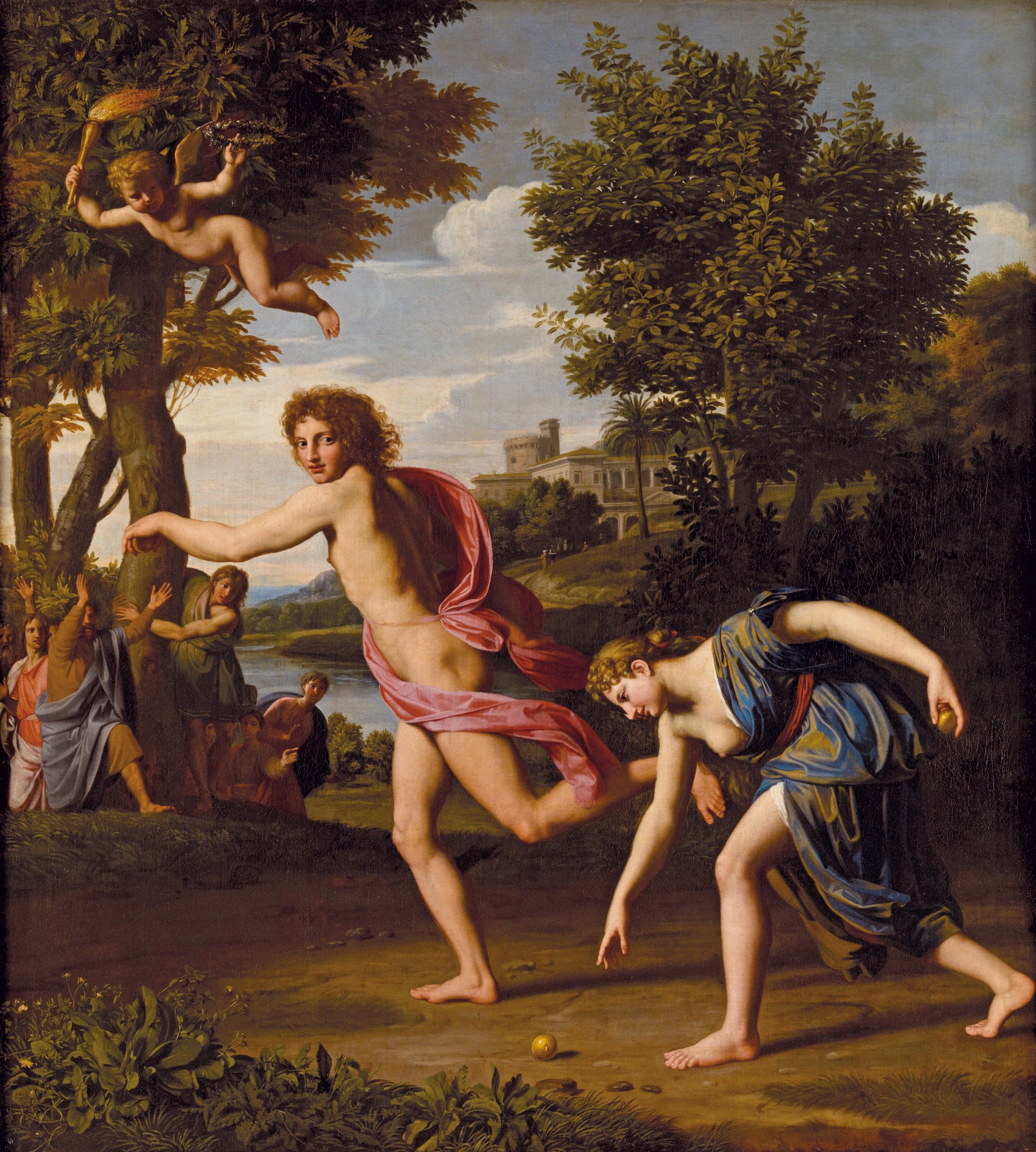
Họa phẩm của Nicolas Colombel